# Adesmia tucumanensis
Adesmia tucumanensis es una especie  de planta con flores de la familia Fabaceae. 

## Distribución
Es originaria de Argentina.

## Taxonomía
Adesmia tucumanensis fue descrita por Arturo Eduardo Burkart y publicado en Boletín de la Sociedad Argentina de Botánica 6: 230, f. 4. 1957.
Etimología
Adesmia: nombre genérico que deriva de las palabras griegas: 
a- (sin) y desme (paquete), en referencia a los estambres libres.
tucumanensis: epíteto geográfico que alude a su localización en Tucumán.